# ТУРБО-агент Дадли
«ТУРБО-Агент Дадли» (англ. T.U.F.F. Puppy) — американский мультсериал, созданный Бутчем Хартманом для телеканала Nickelodeon о секретном агентстве «Т. У. Р. Б. О.», где агентам приходится каждый день отправляться в опасные приключения, чтобы поймать самых ужасных злодеев города Петрополиса, населённого антропоморфными животными. Премьера состоялась 2 октября 2010 года, финальная серия третьего сезона вышла на экраны 4 апреля 2015 года, после чего мультсериал был закрыт.

## Сюжет
Агент Дадли — пёс, работающий в агентстве под названием «Т.У.Р.Б.О.» Вместе со своей напарницей — Киской, они противостоят организации «О.С.К.А.Л», возглавляемой жадной и злой крысой — гением преступного мира по имени Отвратительный Крысер.

## Персонажи

### Члены «Т. У. Р. Б. О.» («Точно УРаган БОйцы»)
- Пёс Дадли (Dudley Puppy) — главный герой, беспородный пёс чёрно-белого окраса. Обычно Дадли гиперактивный, инфантильный, шумный и все время пребывающий в приподнятом настроении. Дадли неряшлив, любит вкусно поесть, часто глупит и многое не воспринимает всерьез, но в "час-пик" всегда проявляет себя с лучшей стороны и спасает положение. Обладает отличной физической подготовкой и достоинствами всех собачьих пород, смешанных, как показал анализ, в его ДНК. Всецело предан своей работе и своей команде.
- Киска Каратистка (Kitty Katswell) — кошка, напарница Дадли. Носит тёмно-серый комбинезон, белые перчатки и белые сапоги, чем напоминает Чёрную кошку из мультсериала про Человека-Паука. Училась в секретном колледже для агентов, владеет боевыми искусствами и различными видами оружия. При первой встрече с Дадли испытывала к нему природную неприязнь, но со временем стала его другом. Иногда не может сдержать инстинктов и охотится на мышей как обычная кошка. Её чёрный костюм отсылает к Женщине кошке из мультсериала о Бэтмене.
- Шеф Герберт Дамбровский (Chief Herbert Dumbrowski) — блоха, глава «Т. У. Р. Б. О.». Носит парик, имеет вставную челюсть, протез бедра, механическую ногу и периодически страдает от потери памяти. В молодости  был лучшим агентом «Т. У. Р. Б. О.».
- Кесвик (Keswick) — выглядит как собака, но в действительности неизвестное науке животное, имеющее жабры, перепончатые лапы, сумку и откладывающее яйца. Гениален, является главным учёным и инженером «Т. У. Р. Б. О.», однако, его изобретения получаются странными, бесполезными и опасными. В разговоре заикается.

### Члены О. С. К. А. Л. («Общество СКверных и АЛчных»)
- Вероломный Крысер  (Verminious Snaptrap) — крыса с нехарактерной для данного вида животных аллергией на сыр, глава «О. С. К. А. Л.». Как и Дадли, гиперактивен, инфантилен и легкомысленен, но при этом, в отличие от пса, ещё и непроходимо туп. Легко впадает в уныние, когда его сообщники совершают очередную глупость. Каждый раз после проигрыша обещает отомстить.
- Ларри (Larry) — землеройка, муж сестры Вероломного Крысера. Крысер всегда кидает его к акулам или стреляет в него лазером. В серии «О. С. К. А. Л. и М. Р. А. К.» был главой «М. Р. А. К.» («Мозговитые Рецидивисты Активисты Краж»), взяв себе имя Мюрэй.
- Олли (Ollie) — британский опоссум, главный подручный Крысера.
- Другие злодеи
- Хамелеон (The Chameleon) — умеет перевоплощаться в любые предметы с помощью молекулярного костюма. Не может носить очки, хотя часто надевает их. Любит есть насекомых и пауков. Является отсылкой на одноимённого злодея из комиксов о Человеке Пауке.
- Куриный Мозг (Bird Brain) — голубоногая олуша. Не умеет летать. Выглядит старым, хотя ему 23 года. Считается вымирающим видом.

## Озвучивание
- Джерри Трейнор — Дадли
- Грэй Делайл — Киска
- Даран Норрис — Шеф
- Джефф Беннетт — Кесвик
- Мэдди Тейлор — Крысер

## Производство

Оригинальный постер «Stud Puppy»

После закрытия шоу «Дэнни-призрак», Бутч Хартман начал искать идею для нового шоу для Nickelodeon. Ему предложили сделать его следующее шоу комедией, на что он любезно согласился. У Бутча было 3 идеи для питчинга нового шоу и для каждой идеи он нарисовал отдельный постер и придумал персонажей, однако идея про шоу с псом не была главной частью для питчинга, сама идея была на скамейке запасных шоу. В день питчинга Бутч демонстрирует эти 3 идеи для шоу, но все они были провалены, так как руководители Nickelodeon не заинтересовались данными идеи. В итоге Бутчу не остается что либо сделать, как показать постер к запасному шоу названным «Stud Puppy» (рус. Щенок-жеребец), однако Бутч тогда полностью не продумал над концепцией и персонажами шоу, так как был больше сконцентрирован над его прошлыми тремя идеями. В итоге быстро подумав, он назвал данное шоу, как «„Напряги извилины“ с собакой». Руководителям Nickelodeon понравилась данная идея и они «были бы рады увидеть полностью написанный материал через несколько часов», однако так как Бутч не имел его при себе, после питчинга, Бутч немедленно вернулся в свой офис, чтобы написать полный сценарий данного шоу. Несмотря на то, что название оставалось «Stud Puppy», канал попросил поменять его на что-нибудь «более милее», и окончательным названием шоу стал «T.U.F.F. Puppy».
Для шоу Бутч хотел сделать главную тему в стиле песни «Secret Agent Man» от Johnny Rivers, и для этого Бутч пригласил Адама Шлёзингера, который сочинил музыку, а Бутч написал на неё текст.

##### Образ главного героя
Образ Дадли, по словам самого Бутча, был придуман еще до создания шоу «Волшебные покровители», что делает Дадли первым персонажем, которого придумал сам Бутч, однако он не знал куда его девать, и в итоге решил использовать его образ лишь после создания оригинального постера. Изначальный вид и характер персонаж отличается от финального, Дадли был более мускулистым и дерзким, а также имел при себе пистолет, а при создании характера, Бутч вдохновлялся персонажем Джеком Бертоном из фильма «Большой переполох в маленьком Китае».
Позже вид и характер были изменены из-за возрастного рейтинга шоу, Дадли стал более энергичным и весёлым псом, которому нравится бороться со злом, а пистолеты стали бластерами. Перед тем как полностью перейти к финальному варианту образа, Дадли звали как Dudley Dog и сам он имел при себе грозный ошейник, однако от ошейника избавились, а слово Dog заменили на Puppy.
Когда пришло выбрать голос для Дадли, изначально планировалось, что Дадли будет озвучивать Эрик Бауза, однако позже Бутч посчитал, что он не особо подходит для Дадли. По словам Бутча, Эрик Бауза «имел тенденцию вписаться в собачий аспект персонажа, которое он находил забавным, однако оно не совсем соответствовало тону шоу». Когда создатели всё еще искали актеров озвучки для персонажей, один из расскадровщиков шоу предложил Бутчу пригласить Джерри Трейнора (известного за свою роль Спенсера Шэя в «АйКарли» и Безумного Стива в «Дрейк и Джош») на прослушивание на роль Дадли. После прослушивания, Бутч тут же назначил Трейнора голосом Дадли, а для самого Трейнора, это стало его первой ролью в качестве актёра озвучки в карьере.

##### Сценарная работа
Изначально шоу задумывалась более серьёзным, а изначальный сценарий базировался еще на старом варианте образа Дадли. По сюжету Дадли считает себя самым крутым и что может делать всё что угодно, однако на самом деле таким он не является, и никто ему не мог сказать об этом. Бутч позже посчитал данную идею слишком сложной, и сделал так, чтобы Дадли работал в агентстве Т.У.Р.Б.О. и боролся со злом.
К сценарию серий вернулись сценаристы других шоу Бутча Хартмана, таких как Рэй Дэлауренс, Кевин Салливан, Скотт Фэллоуз и другие. Так как шоу вдохновлялось сериалом «Напряги Извилины», некоторые серии являлись переделанными вариациями эпизодов сериала, к примеру, эпизод «Не то», где Киска идёт на свидание с бывшим напарником Джеком Кроликом, а Дадли следит за ними, является переделанной вариацией серии «99 теряет контроль», где 99 встречается с богатым владельцем казино, в то время как Макс следит за ними.
Большая часть серий 1 сезона являлись переделанными вариациями серий «Напряги Извилины», однако данный сезон имел так же и самостоятельные эпизоды полностью написанные с нуля. Начиная со 2 сезона, шоу полностью сфокусировалось на самостоятельных эпизодах, хотя всё же имели некоторые сходства с сериалом.

## Эпизоды
| Время года | Время года | Эпизоды | Эпизоды            | Первоначально в эфире | Первоначально в эфире | Первоначально в эфире |
| Время года | Время года | Эпизоды | Эпизоды            | Первый эфир           | Последний эфир        | Сеть                  |
| ---------- | ---------- | ------- | ------------------ | --------------------- | --------------------- | --------------------- |
|            | 1          | 26      | 26                 | 2 октября 2010 г.     | 27 мая 2012 г.        | Nickelodeon           |
|            | 2          | 26      | 9                  | 13 мая 2012 г.        | 9 августа 2013 г.     | Nickelodeon           |
| 17         | 2          | 26      | 20 октября 2013 г. | 17 мая 2014 г.        | Nicktoons             |                       |
|            | 3          | 8       | 8                  | 26 июля 2014 г.       | Nicktoons             | 4 апреля 2015 г.      |

### 1 сезон (2010—2012)
| №  | № в сезоне | Название                                             | Автор(ы) сценария                       | Режиссёр(ы) | Раскадровка                                                        | Показ в США         |
| -- | ---------- | ---------------------------------------------------- | --------------------------------------- | --- | ------------------------------------------------------------------ | ------------------- |
| 1  | 1          | «Мурлыкающий Напарник» «Братья по несчастью          | Бутч Хартман Бутч Хартман и Гэри Конрад | Бутч Хартман и Скотт Феллоуз Сюжет: Бутч Хартман и Скотт Феллоуз . Сценарий: Рэй ДеЛаурентис, Уилл Шифрин и Кевин Салливан .                                              | Бутч Хартман Аарон Хаммерсли                                       | 2 октября 2010 г.   |
| 2  | 2          | «Весёлые каникулы» «Щенячая любовь»                  | Мишель Брайан Кен Брюс                  | Рэй ДеЛаурентис, Уилл Шифрин и Кевин Салливан | Брэндон Круз и Бутч Хартман Грег Рэнкин, Дэйв Томас и Бутч Хартман | 9 октября 2010 г.   |
| 3  | 3          | «Шопоголик» «Операция: С Днём Рождения»              | Кен Брюс Мишель Брайан                  | Сюжет: Бутч Хартман и Скотт Феллоуз . Сценарий: Рэй ДеЛаурентис, Уилл Шифрин и Кевин Салливан .                                                                           | Хизер Мартинес Фред Гонсалес                                       | 16 октября 2010 г.  |
| 4  | 4          | «Т. У. Р. Б.О тостер» «В тесноте да не в обиде»      | Гэри Конрад Мишель Брайан               | Сюжет: Бутч Хартман и Скотт Феллоуз . Сценарий: Рэй ДеЛаурентис, Уилл Шифрин и Кевин Салливан .                                                                           | Аарон Хаммерсли Фред Гонсалес                                      | 23 октября 2010 г.  |
| 5  | 5          | «Крейсер» «Мамагеддон»                               | Мишель Брайан Гэри Конрад               | Сюжет: Бутч Хартман и Скотт Феллоуз Сценарист: Бутч Хартман Сюжет: Бутч Хартман и Скотт Феллоуз . Сценарий: Бутч Хартман, Рэй ДеЛаурентис, Уилл Шифрин и Кевин Салливан . | Аарон Хаммерсли Брэндон Круз и Бутч Хартман                        | 6 ноября 2010 г.    |
| 6  | 6          | «Гипноз» «Мальцы удальцы»                            | Кен Брюс Гэри Конрад                    | Рэй ДеЛаурентис, Уилл Шифрин и Кевин Салливан | Дэйв Томас Брэндон Круз и Бутч Хартман                             | 27 ноября 2010 г.   |
| 7  | 7          | «Красопета» «Награда»                                | Кен Брюс Мишель Брайан                  | Рэй ДеЛаурентис, Уилл Шифрин и Кевин Салливан | Аарон Хаммерсли Хизер Мартинес                                     | 27 ноября 2010 г.   |
| 8  | 8          | «Сторожевой пёс» «Собачья жизнь»                     | Кен Брюс Мишель Брайан                  | Рэй ДеЛаурентис, Уилл Шифрин и Кевин Салливан | Дэйв Томас Аарон Хаммерсли                                         | 15 января 2011 г.   |
| 9  | 9          | «Пёс громовержец» «Папа Крыс»                        | Гэри Конрад Мишель Брайан               | Рэй ДеЛаурентис, Уилл Шифрин и Кевин Салливан | Дэйв Томас Фред Гонсалес                                           | 12 февраля 2011 г.  |
| 10 | 10         | «Железный Пёс» «Не то»                               | Кен Брюс Гэри Конрад                    | Бутч Хартман Рэй ДеЛаурентис, Уилл Шифрин и Кевин Салливан | Брэндон Круз Мэтт Уитлок и Бутч Хартман                            | 26 февраля 2011 г.  |
| 11 | 11         | «Многоликий» «Игры разума»                           | Мишель Брайан Гэри Конрад               | Рэй ДеЛаурентис, Уилл Шифрин и Кевин Салливан | Бутч Хартман и Кэти Райс Фред Гонсалес                             | 9 апреля 2011 г.    |
| 12 | 12         | «Я справлюсь» «Хот-Дог»                              | Джон Макинтайр Мишель Брайан            | Рэй ДеЛаурентис, Уилл Шифрин и Кевин Салливан | Дэйв Томас Аарон Хаммерсли                                         | 13 августа 2011 г.  |
| 13 | 13         | «Детские Забавы» «Супер Пупер Борцы с Преступностью» | Кен Брюс Гэри Конрад                    | Рэй ДеЛаурентис, Уилл Шифрин и Кевин Салливан | Аарон Хаммерсли Бутч Хартман и Мэтт Уитлок                         | 13 августа 2011 г.  |
| 14 | 14         | «Школа Непослушания» «Не верю»                       | Мишель Брайан Кен Брюс                  | Рэй ДеЛаурентис, Уилл Шифрин и Кевин Салливан | Бутч Хартман Фред Гонсалес                                         | 16 августа 2011 г.  |
| 15 | 15         | «Бригада» «Силок»                                    | Кен Брюс Мишель Брайан                  | Рэй ДеЛаурентис, Уилл Шифрин и Кевин Салливан | Аарон Хаммерсли Дэйв Томас                                         | 19 августа 2011 г.  |
| 16 | 16         | «Крысер и Скауты» «Лаки Дак»                         | Кен Брюс Мишель Брайан                  | Рэй ДеЛаурентис, Уилл Шифрин и Кевин Салливан | Аарон Хаммерсли Дэйв Томас                                         | 17 сентября 2011 г. |
| 17 | 17         | «Проклятие Короля Матта» «Образование»               | Мишель Брайан Джон Макинтайр            | Рэй ДеЛаурентис, Джоанна Льюис, Уилл Шифрин и Кевин Салливан Саманта Бергер, Рэй ДеЛаурентис, Уилл Шифрин и Кевин Салливан                                                | Фред Гонсалес Бутч Хартман                                         | 10 октября 2011 г.  |
| 18 | 18         | «Пёс-охранник» «Пёс Спасает Королеву»                | Джон Макинтайр Кен Брюс                 | Рэй ДеЛаурентис, Уилл Шифрин и Кевин Салливан | Фред Гонсалес и Бутч Хартман Бутч Хартман и Эд Бейкер              | 10 октября 2011 г.  |
| 19 | 19         | «О. С. К. А. Л. и М. Р. А. К.» «Закон и запах»       | Джон Макинтайр                          | Рэй ДеЛаурентис, Уилл Шифрин и Кевин Салливан | Фред Гонсалес Эд Бейкер и Бутч Хартман                             | 26 ноября 2011 г.   |
| 20 | 20         | «Оскальное Рождество»                                | Кен Брюс и Мишель Брайан                | Рэй ДеЛаурентис, Уилл Шифрин и Кевин Салливан | Фред Гонсалес и Дэйв Томас                                         | 10 декабря 2011 г.  |
| 21 | 21         | «Встреча выпускников» «Лучший друг собаки»           | Джон Макинтайр Кен Брюс                 | Рэй ДеЛаурентис, Уилл Шифрин и Кевин Салливан | Аарон Хаммерсли Стив Дэй и Бутч Хартман                            | 16 января 2012 г.   |
| 22 | 22         | «Очень важное задание»                               | Мишель Брайан и Кен Брюс                | Рэй ДеЛаурентис, Уилл Шифрин и Кевин Салливан | Фред Гонсалес и Дэйв Томас                                         | 31 марта 2012 г.    |
| 23 | 23         | «Бессмысленная работа» «Дневник Мэд Кот»             | Мишель Брайан Кен Брюс                  | Рэй ДеЛаурентис, Уилл Шифрин и Кевин Салливан Бутч Хартман | Дэйв Томас Фред Гонсалес                                           | 21 апреля 2012 г.   |
| 24 | 24         | «Дадли Неправильный» «Дадли без интернета»           | Джон Макинтайр Мишель Брайан            | Рэй ДеЛаурентис, Уилл Шифрин и Кевин Салливан | Фред Гонсалес Селия Кендрик и Бутч Хартман                         | 6 мая 2012 г.       |
| 25 | 25         | «Пёс № 1» «Кряк в коробочке»                         | Джон Макинтайр Кен Брюс                 | Рэй ДеЛаурентис, Уилл Шифрин и Кевин Салливан | Стив Дэй и Дэйв Томас Бутч Хартман                                 | 20 мая 2012 г.      |
| 26 | 26         | «Врёт как собака» «Холодная рыба»                    | Джон Макинтайр Мишель Брайан            | Рэй ДеЛаурентис, Уилл Шифрин и Кевин Салливан | Бутч Хартман Селия Кендрик, Дэйв Томас и Бутч Хартман              | 27 мая 2012 г.      |

### 2 сезон (2012—2014)
| №  | № в сезоне | Название                       | Автор(ы) сценария         | Режиссёр(ы)                                                                                 | Раскадровка                         | Показ в США     |
| -- | ---------- | ------------------------------ | ------------------------- | ------------------------------------------------------------------------------------------- | ----------------------------------- | --------------- |
| 27 | 1          | «День шпиона»                  | Джон Макинтайр            | Рэй ДеЛаурентис, Уилл Шифрин и Кевин Салливан                                               | Фред Гонсалес                       | 13 мая 2012     |
| 27 | 1          | «Сонливость»                   | Кен Брюс                  | Рэй ДеЛаурентис, Уилл Шифрин и Кевин Салливан                                               | Селия Кендрик и Дэйв Томас          | 13 мая 2012     |
| 28 | 2          | «Молодые годы»                 | Кен Брюс                  | Рэй ДеЛаурентис, Джоанна Льюис, Уилл Шифрин и Кевин Салливан                                | Дэйв Томас                          | 3 июня 2012     |
| 28 | 2          | «Сладкая миссия»               | Мишель Брайан             | Рэй ДеЛаурентис, Джоанна Льюис, Уилл Шифрин и Кевин Салливан                                | Стив Дайе и Бутч Хартман            | 3 июня 2012     |
| 29 | 3          | «Назад в будущее»              | Джон Макинтайр            | Рэй ДеЛаурентис, Уилл Шифрин и Кевин Салливан                                               | Вольф-Рюдигер Блосс                 | 13 октября 2012 |
| 29 | 3          | «Камера, мотор, крянутый»      | Кен Брюс                  | Рэй ДеЛаурентис, Уилл Шифрин и Кевин Салливан                                               | Брэндон Крузе                       | 13 октября 2012 |
| 30 | 4          | «Счастливого Хэллоуина»        | Кен Брюс и Мишель Брайан  | Рэй ДеЛаурентис, Уилл Шифрин и Кевин Салливан                                               | Вольф-Рюдигер Блосс и Брэндон Крузе | 27 октября 2012 |
| 31 | 5          | «Природный лагерь»             | Мишель Брайан             | Рэй ДеЛаурентис, Уилл Шифрин и Кевин Салливан                                               | Дэйв Томас                          | 5 августа 2013  |
| 31 | 5          | «Болты и болваны»              | Кен Брюс                  | Кевин Арриета, Рэй ДеЛаурентис, Уилл Шифрин и Кевин Салливан                                | Брэндон Крузе                       | 5 августа 2013  |
| 32 | 6          | «Собачий дом»                  | Джон Макинтайр            | Рэй ДеЛаурентис, Джоанна Льюис, Уилл Шифрин и Кевин Салливан                                | Дэйв Томас                          | 6 августа 2013  |
| 32 | 6          | «Семеро одного не ждут»        | Мишель Брайан             | Рэй ДеЛаурентис, Уилл Шифрин и Кевин Салливан                                               | Бутч Хартман                        | 6 августа 2013  |
| 33 | 7          | «Грязевая сила»                | Кен Брюс                  | Кевин Арриета                                                                               | Стив Дайе                           | 7 августа 2013  |
| 33 | 7          | «Агент в законе»               | Мишель Брайан             | Кевин Арриета, Рэй ДеЛаурентис, Джоанна Льюис, Уилл Шифрин, Кристин Сонгко и Кевин Салливан | Фред Гонсалес                       | 7 августа 2013  |
| 34 | 8          | «Безвольный пёсик»             | Джон Макинтайр            | Рэй ДеЛаурентис, Уилл Шифрин и Кевин Салливан                                               | Фред Гонсалес                       | 8 августа 2013  |
| 34 | 8          | «День рождения»                | Мишель Брайан             | Рэй ДеЛаурентис, Уилл Шифрин и Кевин Салливан                                               | Стив Дайе                           | 8 августа 2013  |
| 35 | 9          | «Собака-пастух»                | Джон Макинтайр            | Джоанна Льюис и Кристин Сонгко                                                              | Брэндон Крузе                       | 9 августа 2013  |
| 35 | 9          | «Пропавшие мамы»               | Кен Брюс                  | Уитни Фокс, Джоанна Льюис и Кристин Сонгко                                                  | Вольф-Рюдигер Блосс и Бутч Хартман  | 9 августа 2013  |
| 36 | 10         | «Птица любви»                  | Кен Брюс                  | Рэй ДеЛаурентис, Уилл Шифрин и Кевин Салливан                                               | Стив Дайе                           | 20 октября 2013 |
| 36 | 10         | «Лучший пёс»                   | Мишель Брайан             | Рэй ДеЛаурентис, Уилл Шифрин и Кевин Салливан                                               | Фред Гонсалес                       | 20 октября 2013 |
| 37 | 11         | «Крысоловка»                   | Кен Брюс                  | Рэй ДеЛаурентис, Уилл Шифрин и Кевин Салливан                                               | Фред Гонсалес                       | 27 октября 2013 |
| 37 | 11         | «Агент года»                   | Мишель Брайан             | Рэй ДеЛаурентис, Уилл Шифрин и Кевин Салливан                                               | Вольф-Рюдигер Блосс                 | 27 октября 2013 |
| 38 | 12         | «Высокий пёс»                  | Мишель Брайан             | Кевин Арриета, Рэй ДеЛаурентис, Уилл Шифрин и Кевин Салливан                                | Фред Гонсалес                       | 3 ноября 2013   |
| 38 | 12         | «Плохие яйца»                  | Джон Макинтайр            | Джоанна Льюис и Кристин Сонгко                                                              | Вольф-Рюдигер Блосс                 | 3 ноября 2013   |
| 39 | 13         | «Карбоновые копии»             | Джон Макинтайр            | Рэй ДеЛаурентис, Уилл Шифрин и Кевин Салливан                                               | Стив Дайе                           | 10 ноября 2013  |
| 39 | 13         | «ТУРБО-печенье»                | Кен Брюс                  | Рэй ДеЛаурентис, Уилл Шифрин и Кевин Салливан                                               | Фред Гонсалес                       | 10 ноября 2013  |
| 40 | 14         | «Подсознательный преступник»   | Джон Макинтайр            | Рэй ДеЛаурентис, Уилл Шифрин и Кевин Салливан                                               | Брэндон Крузе                       | 17 ноября 2013  |
| 40 | 14         | «ТУРБО-актёр»                  | Мишель Брайан             | Рэй ДеЛаурентис, Уилл Шифрин и Кевин Салливан                                               | Вольф-Рюдигер Блосс                 | 17 ноября 2013  |
| 41 | 15         | «Встреча пришельцев из Оскала» | Мишель Брайан             | Рэй ДеЛаурентис, Уилл Шифрин и Кевин Салливан                                               | Дэйв Томас                          | 27 декабря 2013 |
| 41 | 15         | «Золотой слиток»               | Джон Макинтайр            | Рэй ДеЛаурентис, Уилл Шифрин и Кевин Салливан                                               | Стив Дайе                           | 27 декабря 2013 |
| 42 | 16         | «Пока нас не разлучит Оскал»   | Джон Макинтайр и Кен Брюс | Рэй ДеЛаурентис, Уилл Шифрин и Кевин Салливан                                               | Дэйв Томас и Стив Дайе              | 14 февраля 2014 |
| 43 | 17         | «Праздничные преступники»      | Мишель Брайан             | Рэй ДеЛаурентис, Уилл Шифрин и Кевин Салливан                                               | Вольф-Рюдигер Блосс                 | 19 апреля 2014  |
| 43 | 17         | «Сила цветов»                  | Джон Макинтайр            | Джоанна Льюис и Кристин Сонгко                                                              | Фред Гонсалес                       | 19 апреля 2014  |
| 44 | 18         | «Пчело-ум»                     | Кен Брюс                  | Кевин Арриета, Рэй ДеЛаурентис, Джоанна Льюис, Уилл Шифрин, Кристин Сонгко и Кевин Салливан | Брэндон Крузе                       | 19 апреля 2014  |
| 44 | 18         | «Разрушенный дом»              | Джон Макинтайр            | Рэй ДеЛаурентис, Уилл Шифрин и Кевин Салливан                                               | Вольф-Рюдигер Блосс                 | 19 апреля 2014  |
| 45 | 19         | «Тяжёлый выбор»                | Кен Брюс                  | Рэй ДеЛаурентис, Уилл Шифрин и Кевин Салливан                                               | Дэйв Томас                          | 26 апреля 2014  |
| 45 | 19         | «Слезливая история»            | Джон Макинтайр            | Саманта Бергер, Джоанна Льюис, Рэй ДеЛаурентис, Уилл Шифрин и Кевин Салливан                | Брэндон Крузе                       | 26 апреля 2014  |
| 46 | 20         | «ТУРБО-продажи»                | Кен Брюс                  | Кевин Арриета, Рэй ДеЛаурентис, Джоанна Льюис, Уилл Шифрин, Кристин Сонгко и Кевин Салливан | Дэйв Томас и Бутч Хартман           | 26 апреля 2014  |
| 46 | 20         | «Сплетни»                      | Мишель Брайан             | Рэй ДеЛаурентис, Уилл Шифрин и Кевин Салливан                                               | Стив Дайе                           | 26 апреля 2014  |
| 47 | 21         | «Правдивая пища»               | Джон Макинтайр            | Кристин Сонгко                                                                              | Бутч Хартман                        | 3 мая 2014      |
| 47 | 21         | «Пончик и чудовище»            | Мишель Брайан             | Рэй ДеЛаурентис, Джоанна Льюис, Уилл Шифрин и Кевин Салливан                                | Брэндон Крузе                       | 3 мая 2014      |
| 48 | 22         | «Диско-машина»                 | Мишель Брайан             | Джоанна Льюис и Кристин Сонгко                                                              | Бутч Хартман                        | 3 мая 2014      |
| 48 | 22         | «Хороший, плохой и Крякий»     | Джон Макинтайр            | Джоанна Льюис и Кристин Сонгко                                                              | Стив Дайе                           | 3 мая 2014      |
| 49 | 23         | «Дадли гоняется за Визлом»     | Мишель Брайан             | Джоанна Льюис и Кристин Сонгко                                                              | Вольф-Рюдигер Блосс                 | 10 мая 2014     |
| 49 | 23         | «Дадли на паузе»               | Кен Брюс                  | Рэй ДеЛаурентис, Уилл Шифрин и Кевин Салливан                                               | Фред Гонсалес                       | 10 мая 2014     |
| 50 | 24         | «Сравнись, если сможешь»       | Мишель Брайан             | Джоанна Льюис и Кристин Сонгко                                                              | Брэндон Крузе                       | 10 мая 2014     |
| 50 | 24         | «Организованная преступность»  | Кен Брюс                  | Джоанна Льюис и Кристин Сонгко                                                              | Вольф-Рюдигер Блосс                 | 10 мая 2014     |
| 51 | 25         | «История двух кошек»           | Джон Макинтайр            | Рэй ДеЛаурентис, Уилл Шифрин и Кевин Салливан                                               | Фред Гонсалес                       | 17 мая 2014     |
| 51 | 25         | «Пёсик в воздухе»              | Кен Брюс                  | Кевин Арриета, Рэй ДеЛаурентис, Джоанна Льюис, Уилл Шифрин, Кристин Сонгко и Кевин Салливан | Вольф-Рюдигер Блосс                 | 17 мая 2014     |
| 52 | 26         | «Девушка или враг?»            | Джон Макинтайр            | Рэй ДеЛаурентис, Джоанна Льюис, Уилл Шифрин, Кристин Сонгко и Кевин Салливан                | Фред Гонзалес и Бутч Хартман        | 17 мая 2014     |
| 52 | 26         | «Перепуганный разум»           | Кен Брюс                  | Рэй ДеЛаурентис, Джоанна Льюис, Уилл Шифрин, Кристин Сонгко и Кевин Салливан                | Стив Дайе                           | 17 мая 2014     |

### 3 сезон (2014 - 2015)
| №  | № в сезоне | Название                | Автор(ы) сценария         | Режиссёр(ы)                                                                  | Раскадровка                                     | Показ в США     |
| -- | ---------- | ----------------------- | ------------------------- | ---------------------------------------------------------------------------- | ----------------------------------------------- | --------------- |
| 53 | 1          | «Перерыв агентов ТУРБО» | Кен Брюс и Кевин Петрилак | Рэй ДеЛаурентис, Уилл Шифрин и Кевин Салливан                                | Фред Гонзалес, Бутч Хартман и Кристо Стамболиев | 26 июля 2014    |
| 54 | 2          | «ТУРБО-любовь»          | Кевин Петрилак            | Рэй ДеЛаурентис, Джоанна Льюис, Уилл Шифрин, Кристин Сонгко и Кевин Салливан | Бутч Хартман и Кристо Стамболиев                | 14 февраля 2015 |
| 54 | 2          | «Парящий неудачник»     | Кен Брюс                  | Уитни Фокс, Джоанна Льюис и Кристин Сонгко                                   | Стив Дайе                                       | 14 февраля 2015 |
| 55 | 3          | «Живой или не очень»    | Джон Макинтайр            | Джоанна Льюис                                                                | Фред Гонсалес                                   | 28 февраля 2015 |
| 55 | 3          | «Ловушка для туристов»  | Кен Брюс                  | Джоанна Льюис и Кристин Сонгко                                               | Вольф-Рюдигер Блосс                             | 28 февраля 2015 |
| 56 | 4          | «Прятки с привидениями» | Джон Макинтайр            | Уитни Фокс, Джоанна Льюис и Кристин Сонгко                                   | Брэндон Крузе                                   | 7 марта 2015    |
| 56 | 4          | «Отряд трески»          | Кевин Петрилак            | Рэй ДеЛаурентис, Уилл Шифрин и Кевин Салливан                                | Вольф-Рюдигер Блосс                             | 7 марта 2015    |
| 57 | 5          | «Плохой гав»            | Мишель Брайан             | Джоанна Льюис и Кристин Сонгко                                               | Фред Гонсалес                                   | 14 марта 2015   |
| 57 | 5          | «Умные штаны»           | Джон Макинтайр            | Кристин Сонгко                                                               | Вольф-Рюдигер Блосс                             | 14 марта 2015   |
| 58 | 6          | «Великий Скотт»         | Кен Брюс                  | Рэй ДеЛаурентис, Уилл Шифрин и Кевин Салливан                                | Брэндон Крузе                                   | 21 марта 2015   |
| 58 | 6          | «Быть или не быть»      | Кевин Петрилак            | Кевин Салливан                                                               | Стив Дайе                                       | 21 марта 2015   |
| 59 | 7          | «Пока нет Киски»        | Джон Макинтайр            | Рэй ДеЛаурентис, Уилл Шифрин и Кевин Салливан                                | Бутч Хартман и Кристо Стамболиев                | 28 марта 2015   |
| 59 | 7          | «Сладкая месть»         | Кен Брюс                  | Кристин Сонгко и Джоанна Льюис                                               | Фред Гонсалес                                   | 28 марта 2015   |
| 60 | 8          | «Пышный Дадли»          | Джон Макинтайр            | Уитни Фокс, Джоанна Льюис и Кристин Сонгко                                   | Бутч Хартман и Майк Догерти                     | 4 апреля 2015   |
| 60 | 8          | «Нервный срыв»          | Кевин Петрилак            | Уитни Фокс, Джоанна Льюис и Кристин Сонгко                                   | Брэндон Крузе                                   | 4 апреля 2015   |